# Ferneiella angusta
Ferneiella angusta är en tvåvingeart som beskrevs av Cook 1977. Ferneiella angusta ingår i släktet Ferneiella och familjen dyngmyggor. Inga underarter finns listade i Catalogue of Life.